# Лукашевич, Александр Казимирович
Алекса́ндр Казими́рович Лукаше́вич (род. 27 января 1959, Москва) — советский и российский дипломат. Постоянный представитель Российской Федерации при Организации по безопасности и сотрудничеству в Европе (ОБСЕ) с 5 августа 2015 года. Чрезвычайный и полномочный посол (2018).

## Биография
Александр Казимирович Лукашевич родился 27 января 1959 года в Москве. В 1981 году окончил факультет международных экономических отношений МГИМО. По окончании института работал в посольстве СССР в Афганистане: с 1981 по 1983 год — референт, референт-секретарь Генерального консульства СССР в Мазари-Шарифе; с 1983 по 1985 год — переводчик Посольства СССР в Афганистане.
- С 1986 по 1987 год — атташе Отдела стран Среднего Востока МИД СССР.
- С 1987 по 1989 год — третий секретарь Посольства СССР в Афганистане.
- С 1989 по 1991 год — третий секретарь Отдела стран Среднего Востока МИД СССР.
- С 1991 по 1994 год — вице-консул, затем — консул Генерального консульства СССР, а затем России в Мазари-Шарифе (Афганистан).
- С 1994 по 1995 год — слушатель Курсов усовершенствования руководящих дипломатических работников при Дипломатической академии МИД России.
- В 1996 году — первый секретарь, затем — советник Департамента общеевропейского сотрудничества МИД России. С 1996 по 2000 год — советник Постоянного представительства России при ОБСЕ в Вене (Австрия).
- С 2000 по 2003 год — старший советник, начальник отдела Департамента общеевропейского сотрудничества МИД России.
- С 2003 по 2008 год — старший советник Посольства России в США. С 2008 по 2010 год — заместитель постоянного представителя России при ОБСЕ.
- С 11 января 2011 по 5 августа 2015 года — директор Департамента информации и печати МИД РФ.
- 5 августа 2015 года назначен постоянным представителем Российской Федерации при Организации по безопасности и сотрудничеству в Европе (ОБСЕ)[1].

Владеет английским, французским и персидским языками.

## Дипломатический ранг
- Чрезвычайный и полномочный посланник 2 класса (24 мая 2011)[2].
- Чрезвычайный и полномочный посланник 1 класса (15 августа 2013)[3].
- Чрезвычайный и полномочный посол (10 февраля 2018)[4].

## Награды
- Орден Дружбы (5 марта 2014) — за достигнутые трудовые успехи, значительный вклад в социально-экономическое развитие Российской Федерации, заслуги в гуманитарной сфере, укреплении законности и правопорядка, реализации внешнеполитического курса Российской Федерации, многолетнюю добросовестную работу и активную общественную деятельность[5].
- Орден Почёта (13 июня 2019) — за большой вклад в реализацию внешнеполитического курса Российской Федерации и многолетнюю добросовестную службу[6].
- Орден Александра Невского (8 февраля 2024) — за большой вклад в реализацию внешнеполитического курса Российской Федерации и многолетнюю добросовестную дипломатическую службу[7].

## Личная жизнь
Женат, имеет двух дочерей.